# Scottish Cup 1876-1877
La Scottish Cup 1876-1877 è stata la quarta edizione della Scottish Cup. Il torneo fu vinto dal Vale of Leven che prevalse per 3-2 sul Rangers nella finale, ottenendo il suo primo trofeo.

## Calendario della competizione
| Turni            | Date                         | Partite disputate | Club  | Nuove partecipanti |
| ---------------- | ---------------------------- | ----------------- | ----- | ------------------ |
| Primo Turno      | 23 settembre/15 ottobre 1876 | 40 (37 giocate)   | 81→42 | 81                 |
| Secondo Turno    | 21/28 ottobre 1876           | 21                | 42→21 | -                  |
| Terzo Turno      | 11/18 novembre 1876          | 10                | 21→12 | -                  |
| Quarto Turno     | 2/9 dicembre 1876            | 6                 | 12→6  | -                  |
| Quarti di Finale | 23/30 dicembre 1876          | 3                 | 6→3   | -                  |
| Semifinale       | 13 gennaio 1877              | 1                 | 3→2   | -                  |
| Finale           | 17 marzo/13 aprile 1877      | 1                 | 2→1   | -                  |

## Primo Turno
| Squadra locale               | Punteggio                                       | Squadra ospite       | Data              |
| ---------------------------- | ----------------------------------------------- | -------------------- | ----------------- |
| Partick                      | 3–1                                             | Havelock             | 23 settembre 1876 |
| Kilbirnie                    | 5–0                                             | Maybole Carrick      | 23 settembre 1876 |
| Towerhill                    | 2–1                                             | Rovers               | 30 settembre 1876 |
| Hyde Park Locomotive Works   | 1-2                                             | Crosshill            | 30 settembre 1876 |
| Parkgrove                    | 0-2                                             | Lancefield           | 30 settembre 1876 |
| Northern                     | 12–0                                            | Telegraphists        | 30 settembre 1876 |
| West End                     | 2–0                                             | 4th Renfrew RV       | 30 settembre 1876 |
| Caledonian                   | 2–1                                             | Standard             | 30 settembre 1876 |
| Third Lanark                 | 6–0                                             | Ramblers             | 30 settembre 1876 |
| Dumbreck                     | 3–1                                             | Dennistoun           | 30 settembre 1876 |
| Queen's Park                 | 7–0                                             | Sandyford            | 30 settembre 1876 |
| Rangers                      | 4–1                                             | Queen's Park Juniors | 30 settembre 1876 |
| 1st Lanark RV                | 0–1                                             | South Western        | 30 settembre 1876 |
| Alexandra Athletic           | 1–1                                             | Eastern              | 30 settembre 1876 |
| Possilpark                   | 1-2                                             | Blythswood           | 30 settembre 1876 |
| Busby                        | 2–0                                             | Renfrew              | 30 settembre 1876 |
| 23rd Renfrew RV              | 1-1                                             | Thornliebank         | 30 settembre 1876 |
| Renton Thistle               | 0–0                                             | Vale of Leven Rovers | 30 settembre 1876 |
| Vale of Leven                | 1–0                                             | Helensburgh          | 30 settembre 1876 |
| Dumbarton                    | 1–1                                             | Renton               | 30 settembre 1876 |
| Star of Leven                | 4–0                                             | 10th Dumbarton RV    | 30 settembre 1876 |
| Edinburgh Thistle            | 5–0                                             | Hanover              | 30 settembre 1876 |
| St. Andrew's                 | 1–0                                             | Grasshoppers         | 30 settembre 1876 |
| Lenzie                       | 1-2                                             | Edinburgh Swifts     | 30 settembre 1876 |
| St. Clement's                | 1–0                                             | 3rd Edinburgh RV     | 30 settembre 1876 |
| Kilmarnock St. Andrew's      | 1-1                                             | Ayr Eglinton         | 30 settembre 1876 |
| Ayr Thistle                  | 1–0                                             | Beith                | 30 settembre 1876 |
| Mauchline                    | 5–0                                             | Winton               | 30 settembre 1876 |
| Girvan                       | 3–2                                             | Dean                 | 30 settembre 1876 |
| Cumnock                      | 1–2                                             | Kilmarnock Portland  | 30 settembre 1876 |
| Arthurlie                    | 3–0                                             | Drumpellier          | 30 settembre 1876 |
| Levern                       | 0–1                                             | Airdrie              | 30 settembre 1876 |
| Hamilton                     | 2–0                                             | Thornhill            | 30 settembre 1876 |
| Stonelaw                     | 3–0                                             | Shotts               | 30 settembre 1876 |
| Clydesdale                   | 6–0                                             | Craig Park           | 7 ottobre 1876    |
| Lennox                       | 3–0                                             | Alclutha             | 7 ottobre 1876    |
| Hamilton Academical          | 0-4                                             | Barrhead             | 7 ottobre 1876    |
| Govan                        | Qualificata per ritiro dell'avversaria          | Western              |                   |
| Dunfermline                  | Qualificata per ritiro dell'avversaria          | Heart of Midlothian  |                   |
| Queen of the South Wanderers | Qualificata per ritiro dell'avversaria          | Ardrossan            |                   |
| Kilmarnock                   | Qualificata automaticamente al turno successivo |                      |                   |

### Replay
| Squadra locale       | Punteggio | Squadra ospite          | Data           |
| -------------------- | --------- | ----------------------- | -------------- |
| Eastern              | 2–0       | Alexandra Athletic      | 7 ottobre 1876 |
| Thornliebank         | 0-2       | 23rd Renfrew RV         | 7 ottobre 1876 |
| Vale of Leven Rovers | 1-1       | Renton Thistle          | 7 ottobre 1876 |
| Renton               | 0–2       | Dumbarton               | 7 ottobre 1876 |
| Ayr Eglinton         | 0-1       | Kilmarnock St. Andrew's | 7 ottobre 1876 |

### Secondo Replay
| Squadra locale     | Punteggio | Squadra ospite | Data            |
| ------------------ | --------- | -------------- | --------------- |
| Alexandra Athletic | 1–0       | Eastern        | 15 ottobre 1876 |

## Secondo Turno
| Squadra locale      | Punteggio | Squadra ospite               | Data            |
| ------------------- | --------- | ---------------------------- | --------------- |
| Towerhill           | 0-8       | Rangers                      | 21 ottobre 1876 |
| West End            | 2-2       | Govan                        | 21 ottobre 1876 |
| Third Lanark        | 0–0       | Clydesdale                   | 21 ottobre 1876 |
| Partick             | 5–1       | Blythswood                   | 21 ottobre 1876 |
| Crosshill           | 0-0       | Lancefield                   | 21 ottobre 1876 |
| Northern            | 4–0       | Alexandra Athletic           | 21 ottobre 1876 |
| Vale of Leven       | 7–0       | Vale of Leven Rovers         | 21 ottobre 1876 |
| Star of Leven       | 0–4       | Dumbarton                    | 21 ottobre 1876 |
| St. Andrew's        | 1–2       | St. Clements                 | 21 ottobre 1876 |
| Edinburgh Swifts    | 1–0       | Edinburgh Thistle            | 21 ottobre 1876 |
| Dunfermline         | 1-2       | Hamilton                     | 21 ottobre 1876 |
| Barrhead            | 4–0       | Airdrie                      | 21 ottobre 1876 |
| Stonelaw            | 0–4       | Arthurlie                    | 21 ottobre 1876 |
| Busby               | 1-0       | 23rd Renfrew RV              | 21 ottobre 1876 |
| Kilmarnock          | 1-2       | Mauchline                    | 21 ottobre 1876 |
| Kilmarnock Portland | 2–0       | Kilmarnock St. Andrew's      | 21 ottobre 1876 |
| Kilbirnie           | 0–1       | Ayr Thistle                  | 21 ottobre 1876 |
| South Western       | 0-2       | Dumbreck                     | 28 ottobre 1876 |
| Caledonian          | 0-7       | Queen's Park                 | 28 ottobre 1876 |
| Lennox              | 5–1       | Renton Thistle               | 28 ottobre 1876 |
| Girvan              | 4–0       | Queen of the South Wanderers | 28 ottobre 1876 |

### Replay
| Squadra locale | Punteggio                              | Squadra ospite | Data            |
| -------------- | -------------------------------------- | -------------- | --------------- |
| Govan          | 0-1                                    | West End       | 28 ottobre 1876 |
| Clydesdale     | 0-4                                    | Third Lanark   | 28 ottobre 1876 |
| Lancefield     | 2-0                                    | Crosshill      | 28 ottobre 1876 |
| St. Clements   | Qualificata per ritiro dell'avversaria | St. Andrew's   |                 |

## Terzo Turno
| Squadra locale   | Punteggio                                       | Squadra ospite      | Data             |
| ---------------- | ----------------------------------------------- | ------------------- | ---------------- |
| Mauchline        | 7–0                                             | Kilmarnock Portland | 11 novembre 1876 |
| Hamilton         | 0–0                                             | Busby               | 11 novembre 1876 |
| Girvan           | 0-3                                             | Lancefield          | 11 novembre 1876 |
| St. Clements     | 1-2                                             | Northern            | 11 novembre 1876 |
| Vale of Leven    | 1–0                                             | Third Lanark        | 18 novembre 1876 |
| Queen's Park     | 7–0                                             | Arthurlie           | 18 novembre 1876 |
| Lennox           | 1–0                                             | Dumbarton           | 18 novembre 1876 |
| Partick          | 2–0                                             | Barrhead            | 18 novembre 1876 |
| Edinburgh Swifts | 1–1                                             | West End            | 18 novembre 1876 |
| Ayr Thistle      | 1–0                                             | Dumbreck            | Sconosciuto      |
| Rangers          | Qualificata automaticamente al turno successivo |                     |                  |

### Replay
| Squadra locale | Punteggio | Squadra ospite | Data             |
| -------------- | --------- | -------------- | ---------------- |
| Busby          | 0–0       | Hamilton       | 18 novembre 1876 |

## Quarto Turno
| Squadra locale   | Punteggio | Squadra ospite | Data            |
| ---------------- | --------- | -------------- | --------------- |
| Queen's Park     | 4–0       | Northern       | 2 dicembre 1876 |
| Vale of Leven    | 4–0       | Busby          | 2 dicembre 1876 |
| Lancefield       | 2–0       | Hamilton       | 2 dicembre 1876 |
| Edinburgh Swifts | 0-4       | Lennox         | 2 dicembre 1876 |
| Mauchline        | 0-3       | Rangers        | 9 dicembre 1876 |
| Ayr Thistle      | 1-1       | Partick        | 9 dicembre 1876 |

## Quarti di Finale
| Squadra locale | Punteggio | Squadra ospite | Data             |
| -------------- | --------- | -------------- | ---------------- |
| Lancefield     | 2-2       | Ayr Thistle    | 23 dicembre 1876 |
| Queen's Park   | 1-2       | Vale of Leven  | 30 dicembre 1876 |
| Lennox         | 0-3       | Rangers        | 30 dicembre 1876 |

### Replay
| Squadra locale | Punteggio | Squadra ospite | Data             |
| -------------- | --------- | -------------- | ---------------- |
| Ayr Thistle    | 1–0       | Lancefield     | 30 dicembre 1876 |

## Semifinale
| Squadra locale | Punteggio                                       | Squadra ospite | Data            |
| -------------- | ----------------------------------------------- | -------------- | --------------- |
| Vale of Leven  | 9–0                                             | Ayr Thistle    | 13 gennaio 1877 |
| Rangers        | Qualificata automaticamente al turno successivo |                |                 |

## Finale
| Squadra locale | Punteggio | Squadra ospite | Data          |
| -------------- | --------- | -------------- | ------------- |
| Vale of Leven  | 1-1       | Rangers        | 17 marzo 1877 |

### Replay
| Squadra locale | Punteggio | Squadra ospite | Data          |
| -------------- | --------- | -------------- | ------------- |
| Vale of Leven  | 1-1       | Rangers        | 7 aprile 1877 |

### Secondo Replay
| Squadra locale | Punteggio | Squadra ospite | Data           |
| -------------- | --------- | -------------- | -------------- |
| Vale of Leven  | 3-2       | Rangers        | 13 aprile 1877 |